# Gewöhnlicher Salzschwaden
Der Gewöhnliche Salzschwaden (Puccinellia distans), auch Abstehender Salzschwaden, ist eine Grasart aus der Gattung der Salzschwaden (Puccinellia) in der Familie der Süßgräser (Poaceae).
Für die Region Ostfriesland ist auch der Trivialname Quelder belegt.

## Merkmale
Der Gewöhnliche Salzschwaden ist ein Hemikryptophyt und erreicht Wuchshöhen von 10 bis 60 cm, selten nur 5 cm. Er bildet graugrüne Horste, oberirdische Kriechsprosse fehlen. Die Stängel stehen aufrecht oder sind gekniet-aufsteigend, ihre Oberfläche ist gerippt, glatt und kahl. Sie haben 2 bis 4 kahle Knoten.
Die Blatthäutchen sind 1 bis 2 mm lang und abgerundet bis zugespitzt. Die Blattspreiten sind 2 bis 10 cm lang und 1,5 bis 4 mm breit. Sie sind flach bis leicht eingerollt. Oben sind die plötzlich zugespitzt oder stumpf kapuzenförmig. An der Oberseite sind sie rau, die Epidermiszellen der Blattoberseite besitzen kurze Papillen.

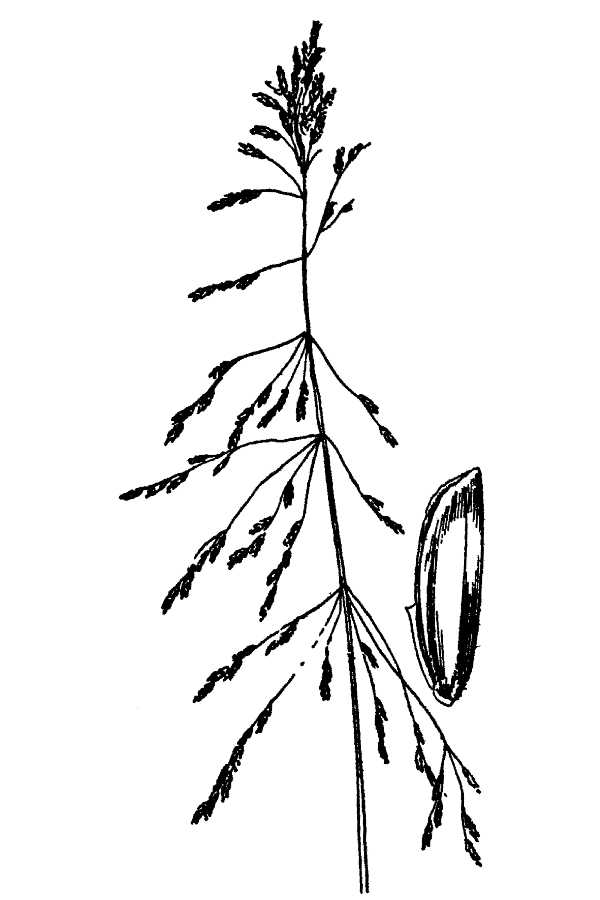
Gewöhnlicher Salzschwaden (Puccinellia distans), Illustration

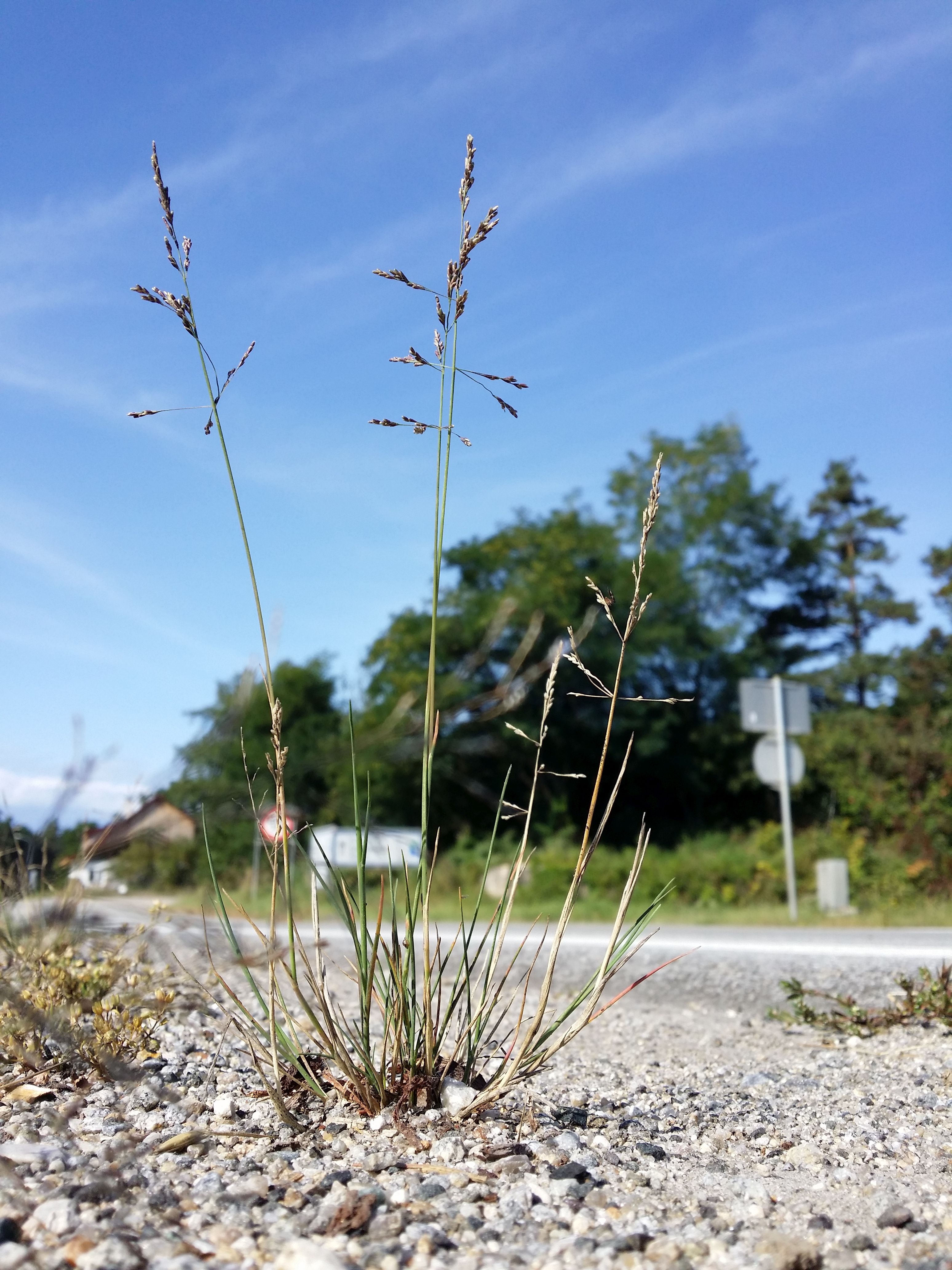
Gewöhnlicher Salzschwaden am Straßenrand

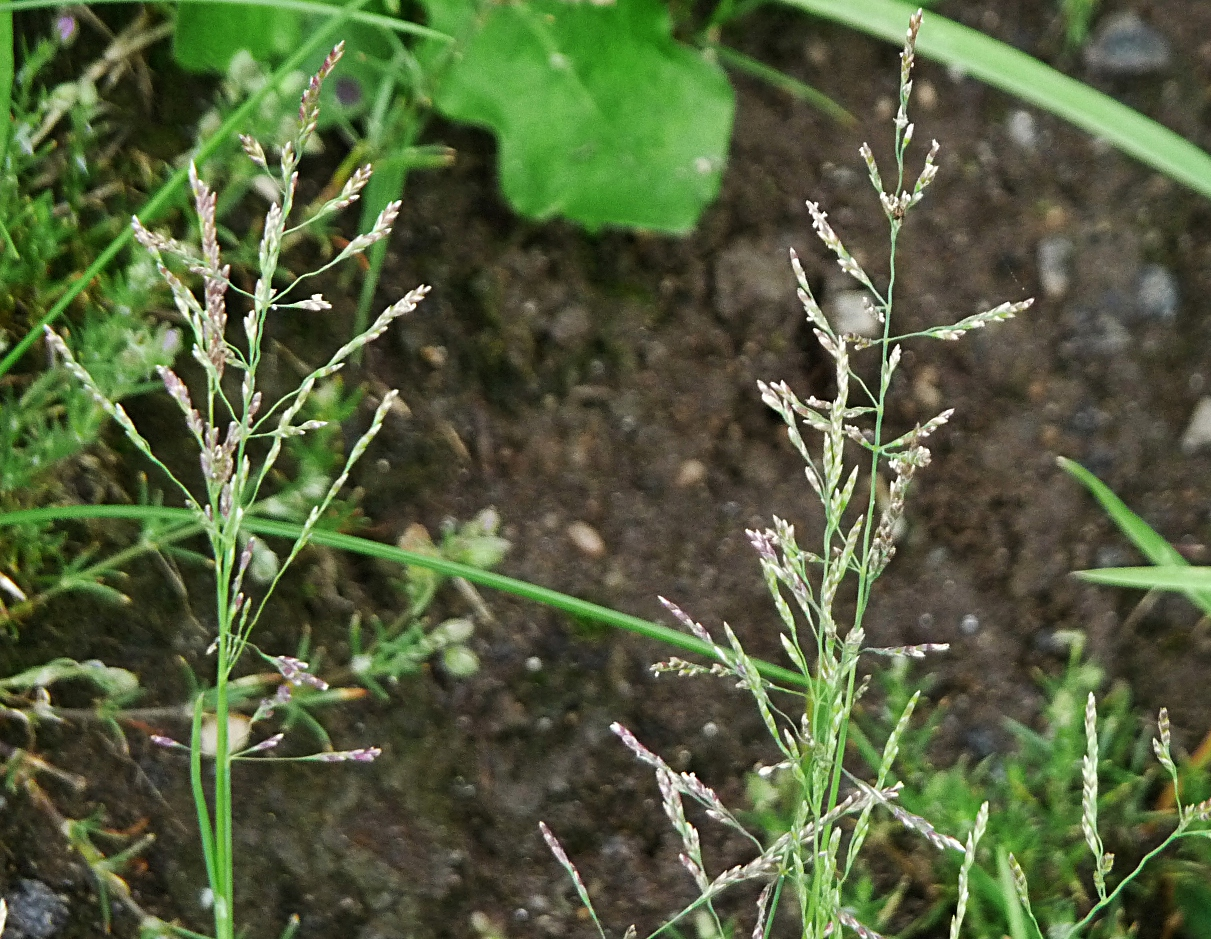
Blütenstände

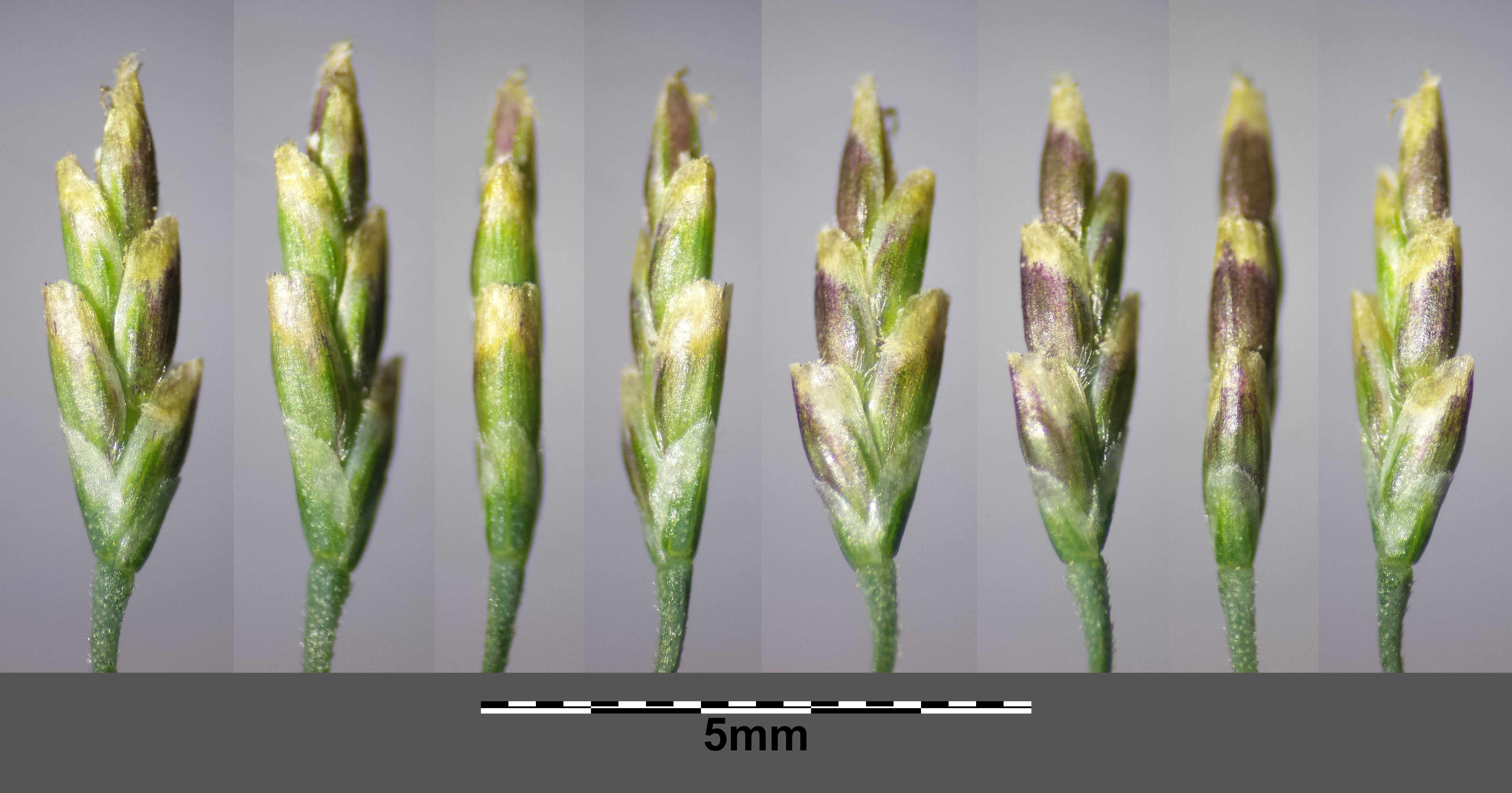
Ährchen

Der Blütenstand ist eine 3 bis 18 cm lang, allseitswendige und lockere Rispe, die zur Blüte ausgebreitet ist, die untersten Rispenäste stehen zu 4 bis 5 (selten 3 bis 7) und sind nach der Blüte herabgeschlagen. Die längeren Rispenäste sind in ihrer oberen Hälfte mit Ährchen besetzt. Die Ährchen haben 3 bis 9 Blüten, sind 3 bis 7 (selten 9) mm lang und bläulich bis violett überlaufen. Die untere Hüllspelze ist einnervig und 1 bis 1,5 mm lang, die obere ist dreinervig und 1,5 bis 2 mm lang. Die Deckspelzen sind 1,8 bis 2,2 mm lang, breit gestutzt und am Grund und an den Nerven behaart. Die Staubbeutel sind 0,7 bis 1 mm lang. Blütezeit ist von Juni bis Oktober. Die Karyopsen sind rund 1,5 mm lang.
Die Chromosomenzahl beträgt 2n = 28, 42.

## Verbreitung und Standorte
Die Art kommt im subarktischen bis gemäßigten Eurasien, im Nordwesten Afrikas und in Nordamerika vor. In Europa kommt sie in fast allen Ländern vor und fehlt nur in Lettland und Nordmazedonien.
In Deutschland ist Puccinellia distans an den Küsten verbreitet, im Binnenland kommt sie zerstreut vor. Aufgrund der Salzstreuung breitet sie sich besonders entlang von Straßen aus. In Österreich ist die Art an Straßenrändern häufig, ansonsten selten, sie fehlt in Vorarlberg und Liechtenstein.
Der Gewöhnliche Salzschwaden wächst in Salzwiesen, Wiesen, an Wegrändern und auf Schuttplätzen. Er ist salzliebend und bevorzugt nährstoffreiche, salzhaltige Tonböden. Er ist ein fakultativer Halophyt. Er kommt bis in die montane Höhenstufe vor und steigt meist bis in 1500 m Seehöhe. In den Allgäuer Alpen steigt er in Bayern zwischen Oberjoch und der Grenze bis zu 1100 m Meereshöhe auf. Im Kanton Wallis erreicht er im Val d’Arolla 1850 Meter, in Graubünden an der Ofenbergstrasse 1910 Meter.
Es handelt sich um eine Assoziationscharakterart der Salzschwaden-Gesellschaft (Puccinellietum distantis) aus dem Verband Puccinellion maritimae. Die Art kommt aber auch an Jauchestellen in Gesellschaften des Chenopodion rubri oder in Gesellschaften der Verbände Agropyro-Rumicion oder Polygonion avicularis vor. An Straßenrändern gedeiht sie in der Gesellschaft des Lolio-Plantaginetum puccinellietosum distantis.
Die ökologischen Zeigerwerte nach Landolt & al. 2010 sind in der Schweiz: Feuchtezahl F = 3+w+ (feucht aber stark wechselnd), Lichtzahl L = 4 (hell), Reaktionszahl R = 4 (neutral bis basisch), Temperaturzahl T = 3+ (unter-montan und ober-kollin), Nährstoffzahl N = 4 (nährstoffreich), Kontinentalitätszahl K = 4 (subkontinental), Salztoleranz 1 (tolerant).
Sehr selten wurde der Rostpilz Uredo glyceriae auf dem Gewöhnlichen Salzschwaden gefunden.

## Ausbreitungsgeschichte
In Baden-Württemberg hatte sich der Salzschwaden seit 1970 in großer Geschwindigkeit an Straßenrändern in großen Teilen des Landes ausgebreitet. Diese Ausbreitung ging aber nicht – entgegen der Behauptungen Conerts – von Ansaaten aus; der Autoverkehr selbst führte wohl die Ausbreitung durch. Die Art tauchte lokal immer dort auf, wo das Wasser am Rand abfließt. Die winterliche Salzstreuung hatte der Art die Möglichkeit der Ansiedlung geschaffen. So findet sie sich etwa dort, wo kein Randstein den Wasserabfluss verhindert; kommt aber unter Autobahnbrücken genau unter den Abflussrohren vor und nur dort. Seit etwa 1995 ist sie an Straßenrändern wieder im Rückgang, wohl wegen geringerer Salzstreuung, da diese infolge der Klimaerwärmung nicht mehr so oft erfolgen muss.

## Taxonomie und Systematik
Der Gewöhnliche Salzschwaden wurde 1764 durch Nikolaus Joseph von Jacquin in Observationum Botanicarum Band 1, S. 42 als Poa distans erstveröffentlicht. Die Art wurde 1850 von Filippo Parlatore in Flora italiana Band 1, Teil 2, S. 367 als Puccinellia distans (Jacq.) Parl. in die Gattung Puccinellia gestellt. Synonyme von Puccinellia distans (Jacq.) Parl. sind Poa distans L., Glyceria distans (L.) Wahlenb., Atropis distans (Jacq.) Griseb. und Puccinellia retroflexa (Curtis) Holmb.
Man kann in Europa folgende Unterarten unterscheiden:
- Puccinellia distans (Jacq.) Parl. subsp. distans
- Puccinellia distans subsp. hauptiana (V. I. Krecz.) W. E. Hughes: Sie kommt in Europa in Russland vor und wurde in die Ukraine eingeschleppt.[4]
- Puccinellia distans subsp. limosa (Schur) Soó & Jáv. (Syn.: Puccinellia limosa (Schur) Holmb.): Sie kommt von Deutschland, der Schweiz und Italien bis zu Griechenland und der Ukraine vor.[4] In Deutschland wurde sie sehr selten beobachtet bei Wolfenbüttel, westlich von Halle und am Kyffhäuser. In Österreich kommt sie sehr selten im Burgenland und früher in Niederösterreich vor.[12]
- Puccinellia distans subsp. sevangensis (Grossh.) Tzvelev: Sie im Gebiet von Euro+Med in der Türkei, in Armenien und Aserbaidschan vor.[4]

## Belege
- Siegmund Seybold (Hrsg.): Schmeil-Fitschen interaktiv (CD-Rom), Quelle & Meyer, Wiebelsheim 2001/2002, ISBN 3-494-01327-6